# Fred Perry (marque)
Fred Perry est une marque de vêtement britannique fondée par le joueur de tennis Fred Perry.

## Histoire

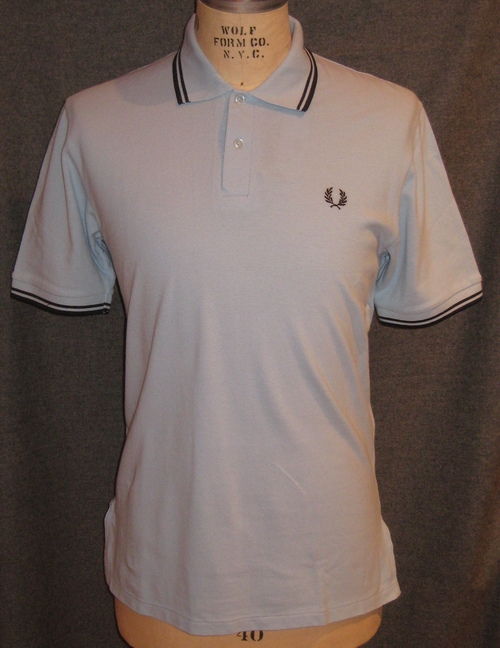
Polo Fred Perry

### Les débuts sportswear

Basket Fred Perry.

À la fin des années 1940, Fred Perry s'associe à Tibby Wegner, joueur de football autrichien. Les deux hommes font affaire ensemble et se font connaître avec l'invention du poignet éponge, un accessoire astucieux adopté par de nombreux joueurs de tennis permettant de protéger sa raquette de la transpiration. La marque Fred Perry est alors lancée et fabrique des vêtements destinés au tennis. La marque est identifiable par son laurier brodé sur chaque vêtement. Elle devient très populaire en Angleterre grâce au polo à manches courtes avec les bandes de couleurs sur le col et les manches.
Fred Perry équipe ainsi la majorité des joueurs de tennis dans les années 1950-60. Les champions de l'époque avaient leurs initiales brodées en dessous du logo Fred Perry côté cœur. La marque connaît un succès mondial. Le polo Fred Perry devient même un des vêtements préférés de John Fitzgerald Kennedy et de nombreuses célébrités.
Dans les années 1980, la marque souffre beaucoup de la contrefaçon. Celle-ci passe entre les mains de plusieurs investisseurs. À partir de 1996, elle devient partenaire avec Hit Union ; un groupe de textile japonais, qui collabore également avec la marque sportswear Puma. Ce partenariat est une réussite, car la marque retrouve un second souffle grâce au marché japonais et asiatique.

### Appropriation culturelle de la marque
Dans les années 1960, les polos et les chemises Fred Perry deviennent l’emblème des mods anglais incarnés par des groupes tels que les Kinks ou les Who.
Depuis les années 1970, Fred Perry plait aux adeptes du style preppy, ainsi qu'aux mouvances skinheads et hooligans. Les polos Fred Perry sont en effet prisés des mouvements radicaux, à la fois par les militants antifascistes et par ceux d'extrême droite. Les mouvances skinheads proches des milieux d'extrême droite apprécient principalement le logo, qui fait écho à leur symbolique impérialiste.
La marque est populaire dans les milieux liés à la musique. De nombreux artistes anglo-saxons s’affichent en Fred Perry comme les Pogues ; le groupe de ska The Specials ou encore les groupes Blur (en particulier le chanteur Damon Albarn) et Oasis durant l’ère britpop.

### Collaborations
Fred Perry habille l’équipe de l'écurie de Formule 1 Williams F1 Team de 1992 à 1994, comprenant notamment le pilote automobile Nigel Mansell.
Fred Perry a pendant un temps sponsorisé également le joueur de tennis écossais Andy Murray.
En 2009, la marque s'associe avec la créatrice japonaise Rei Kawakubo de la marque Comme des Garçons afin de dessiner une collection.
Depuis 2008 et jusqu'à ce jour, la marque travaille avec le créateur Raf Simons,,.
En 2013, Fred Perry rachète une marque anglaise spécialisée dans les équipements d'équitation : Lavenham.
Depuis 2011, la marque rend hommage à la chanteuse Amy Winehouse avec sa collection Amy Winehouse Foundation, et apporte sa contribution aux œuvres de charité de l'association.
En novembre 2017, l'enseigne collabore avec le chanteur Miles Kane,.
En février 2021, Fred Perry Holding rachète la marque britannique George Cox.

## Polémiques

### Proud Boys
À partir des années 2010, de nombreux membres de « Proud Boys », une organisation néofasciste américaine pro-Donald Trump, s'approprient le polo Fred Perry noir et jaune comme uniforme officieux. Le 25 septembre 2020, la marque prend la décision de retirer cette pièce de la vente en Amérique du Nord et au Canada pour ne pas être associée à ce mouvement,.

### Affaire Clément Méric[pertinence contestée]
Le 5 juin 2013, au cours d'une vente privée de vêtements de la marque Fred Perry au 60 de la rue de Caumartin, dans le 9e arrondissement de Paris,, une rixe éclate entre des militants de l'Action antifasciste Paris-Banlieue et des militants des Jeunesses nationalistes révolutionnaires. Celle-ci entraine la mort de Clément Méric et la condamnation d'Esteban Morillo et de Samuel Dufour à des peines de respectivement huit et cinq ans d'emprisonnement.